# Narembeen Shire
Koordinaten: 32° 6′ S, 118° 11′ O

Das Shire of Narembeen ist ein lokales Verwaltungsgebiet (LGA) im australischen Bundesstaat Western Australia. Das Gebiet ist 3833 km² groß und hat etwa 800 Einwohner (2016).
Narembeen liegt im Südosten des Staats im westaustralischen „Weizengürtel“ etwa 230 Kilometer östlich der Hauptstadt Perth. Der Sitz des Shire Councils befindet sich in der Ortschaft Narembeen, wo 470 Einwohner leben (2016).

## Verwaltung
Der Narembeen Council hat elf Mitglieder, neun Councillor werden von den Bewohnern der zwei Wards (fünf aus dem Rural, vier aus dem Town Ward) gewählt. Der Ratsvorsitzende und Shire President sowie sein Stellvertreter (Deputy) werden von allen Bewohnern des Shires gewählt.